# 圣热尔韦 (加尔省)
圣热尔韦（法語：Saint-Gervais，法語發音：[sɛ̃ ʒɛʁvɛ] ⓘ）是法国加尔省的一个市镇，位于该省东北部，属于尼姆区。

## 地理
圣热尔韦（44°11'5"N, 4°34'26"E）面积11.87 平方千米，位于法国奧克西塔尼大區加尔省，该省份为法国南部沿海省份，南端濒地中海，北起顺时针与阿尔代什省、沃克吕兹省、罗讷河口省、埃罗省、阿韦龙省和洛泽尔省接壤。
与圣热尔韦接壤的市镇（或旧市镇、城区）包括：塞茲河畔巴尼奧勒、卡尔桑、萨布朗、圣亚历山大、圣米歇尔德泽、圣纳泽尔。

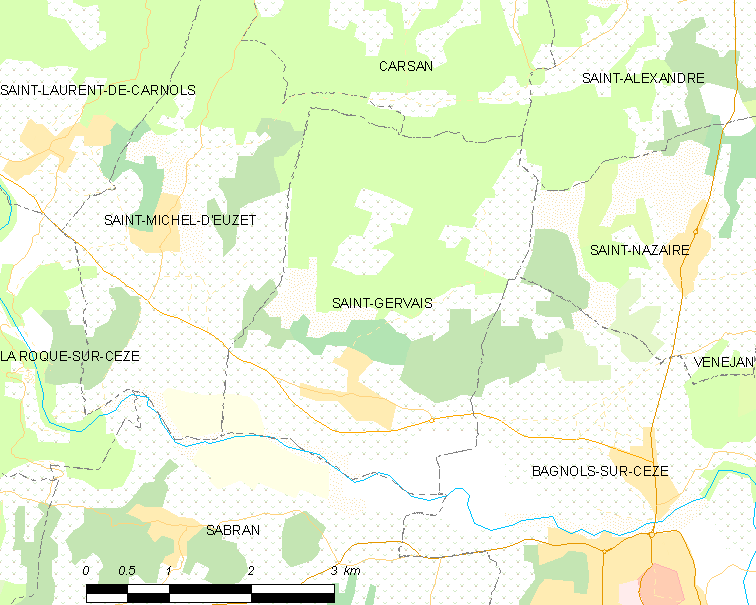
的OSM定位图

圣热尔韦的时区为UTC+01:00、UTC+02:00（夏令时）。

## 行政
圣热尔韦的邮政编码为30200，INSEE市镇编码为30256。

## 政治
圣热尔韦所属的省级选区为蓬圣埃斯普里县。

## 人口

1962-2008年间人口变化图示

圣热尔韦于2022年1月1日时的人口数量为792人。